# Agrostis alpina
Agrostis alpina é uma espécie de gramínea do gênero Agrostis, pertencente à família Poaceae.